# You Are So Not Invited To My Bat Mitzvah
You Are So Not Invited To My Bat Mitzvah är en amerikansk komedifilm från 2023. Filmen är regisserad av Sammi Cohen, efter ett manus skrivet av Alison Peck och Fiona Rosenbloom. Filmen hade premiär den 25 augusti 2023 på strömningstjänsten Netflix. Serien är producerad av Adam Sandler som också spelar en av huvudrollerna.

## Handling
Filmen kretsar kring tonåriga tjejen Stacey Friedman som planerar sin Bat mitzvah. Allt går dock inte som det var tänkt och det riskerar att förstöra hela festen.

## Rollista (i urval)
- Idina Menzel – Bree Friedman
- Jackie Sandler – Gabi Rodriguez Katz
- Adam Sandler – Danny Friedman
- Sadie Sandler – Ronnie Friedman
- Sunny Sandler – Stacy Friedman
- Samantha Lorraine – Lydia Rodriguez Katz
- Dylan Hoffman – Andy Goldfarb
- Sarah Sherman – Rabbi Rebecca
- Dan Bulla – Cantor Jelly
- Ido Mosseri – DJ Schmuley
- Jackie Hoffman – Irene
- Luis Guzmán – Eli Katz